# ليالي كابيريا (فلم)
ليالي كابيريا (بالإنجليزية: Nights of Cabiria) هو فيلم دراما تم إنتاجه في فرنسا وإيطاليا وصدر في سنة 1957. الفيلم من إخراج فيديريكو فليني.

## ترشيحات وجوائز
| السنة | الحدث  | الفئة           | النتيجة  |
| ----- | ------ | --------------- | -------- |
|       | أوسكار | أفضل فيلم أجنبي | فـــــوز |

## وصلات خارجية
- مقالات تستعمل روابط فنية بلا صلة مع ويكي بيانات